# Baguinet
Baguinet est une sous-préfecture de la préfecture de Fria dans la région de Boké en Guinée occidentale. 

## Population
En 2014, sa population s'élevait à 13 839 habitants.